# Episodi di Ben 10 - Forza aliena
Di seguito vengono elencati gli episodi della serie televisiva animata statunitense Ben 10 - Forza aliena. Sono stati prodotti e trasmessi 46 episodi. Al Comicon 2008, i produttori della serie rivelarono che lo show, che originariamente prevedeva solo due stagioni, avrebbe presto avuto una terza stagione. La terza stagione avrebbe avuto venti episodi (invece dei soliti tredici), come rivelato sul forum dello scrittore/produttore esecutivo di Forza aliena Dwayne McDuffie. In principio, i produttori Dwayne McDuffie e Glen Murakami avevano realizzato i primi 26 episodi includendoli tutti nella prima stagione della serie. Cartoon Network, senza il loro consenso, ha diviso il tutto in due stagioni. L'episodio pilota della serie ha registrato un record di ascolti come prima puntata di una serie originale della storia di Cartoon Network tra vari gruppi di età, stando ai dati preliminari della Nielsen Media Research. La première di un'ora fu anche la trasmissione televisiva meglio valutata, sia in TV sia via cavo, tra gruppi di età simili ai precedenti.

## Episodi
Tra gli episodi ci sono quattro doppi episodi trasmessi lo stesso giorno, e questi sono: "l ritorno di Ben 10", "Guerra dei mondi", "La vendetta di Vilgax" e "La battaglia finale", che, uniti a coppie, formano quattro film TV. 

### Prima Stagione: 2008
| Nº | Titolo originale | Titolo italiano                        | Data USA | Cod. Prod. |
| -- | --- | -------------------------------------- | -------- | ---------- |
| 01 | "Ben 10 Returns: Part 1" | "Il ritorno di Ben 10 (prima parte)"   | 18/04/08 | 101        |
| 01 | Dopo la scomparsa di Nonno Max, Ben e Gwen decidono di portare a termine il suo ultimo incarico e nel contempo di procedere alle sue richieste, Gwen è scomparsa di vedere il cugino, tanto che lo abbraccia. Ben decide di rimettere l'Omnitrix, benché Gwen gli ricordi quanto sia stato difficile toglierlo. Magister Ladrid, Risolutore e partner alieno di Max , li guarda ad una compravendita di armi, illegali sulla Terra , tra i Cavalieri Immortali e gli Umalieni, intermediato da Kevin Levin . Quanto la situazione si mette male, Ben cerca di attivare l'Omnitrix, che però emette una luce blu e si ricalibra . Ben si trasforma per la prima volta in fangofiammante e facilmente Kevin , che ora dispone di poteri diversi al passato poiché può assorbire la materia solida , ma i Cavalieri Immortali riescono a fuggire una cassa di armi , Kevin non essendo stato pagato, conduce i tre al nascondiglio dei Cavalieri Immortali, dove hanno uno sgradito incontro con un drago robotico. |                                        |          |            |
| 02 | "Ben 10 Returns: Part 2" | "Il ritorno di Ben 10 (seconda parte)" | 18/04/08 | 102        |
| 02 | Fuggendo dal drago, il gruppo si imbatte in un esercito di Cavalieri Immortali. Ben riattiva l'Omnitrix e si trasforma in Eco - Eco distruggendo il drago robotico e fermando i Cavalieri Immortali. Durante la lotta , Magister Ladrid viene ucciso cercando di salvare la vita di Kevin e quest'ultimo, che si sente in debito, prende il distintivo da Magister Ladrid e decide di unirsi a Ben e Gwen nelle loro richieste di Max. Dopo che Ben , Gwen e Kevin riescono a rintracciare le ami in una base sotterranea, i tre scoprono un'enorme armata di alieni , condotta dal comandante dei Supremi. Infastidito dall'essere stato scoperto, il comandante dei Supremi ordina lo sterminio di tutte le forme di vita nel raggio chilometri per eliminare tutti i possibili testimoni. Nel tentativo, condotto con successo di Ben , trasforma in Ormosauro di fermare il comandante, il ragazzo scopre che, con la ricalibratura dell'Omnitrix, ogni ferita riportata durante le sue trasformazioni aliene si ripercuote anche sulla sua forma umana. |                                        |          |            |
| 03 | "Everybody Talks About the Weather" | "Un altro Inferno"                     | 26/04/08 | 103        |
| 03 | Le autorità arrestano un ragazzo, per metà uomo per metà Pyronita, chiamato Alan per incendio doloso e danneggiamenti. Alan ha con sé un distintivo da Risolutore, che lo sceriffo locale arriva inconsapevole quando lo confisca. Il distintivo manda dei segnali a quello di Kevin , il che conduce Ben, Gwen, Kevin ad Alan . Dopo uno scontro di Ben , trasformato in Pinnajet, con Alan , Ben scopre gli Umalieni sono responsabili del danno, avendo costruito una macchina per regolare il tempo atmosferico nei campi. Con l'aiuto di Alan , Ben sotto forma di fangofiammante, distrugge la macchina e, dopo la vittoria riportata, Ben offre ad Alan di unirsi a luì, Gwen e Kevin . Alan decide di rimanere, ma si offre di intervenire in loro aiuto quando necessario. |                                        |          |            |
| 04 | "Kevin's Big Score" | "La grande rivincita di Kevin"         | 03/05/08 | 104        |
| 04 | Proprio quando Ben e Gwen iniziano a fidarsi di Kevin , il ragazzo scappa con il camper di Max , la Vecchia Carretta, sperando di riuscire a scambiarlo per una tecnologia aliena e seminato Gelone. Tuttavia, viene tradito da uno dei suoi compagni, Argit, e la Vecchia Carretta viene ruba . Prima che il ragazzo riesca a recuperarla, questa viene completamente smontata. Essendogli stato detto Argit , catturato grazie all'aiuto Eco - Eco , che Vulkanus - tradito da Kevin alcuni anni prima - è in possesso del dispositivo alieno che cerca , Kevin prova a stipulare un patto . Ancora furioso , Vulkanus fa assorbire a Kevin un raro cristallo alieno , la Tetonite, pianificando di usarlo come una miniera vivente. Viene liberato da Ben sotto forma di Gelone , e Gwen, e successivamente rivela che l'oggetto di cui era in cerca era oloproiettore con un altro messaggio di Nonno Max , che dice a Ben che per fronteggiare un'invasione aliena in corso, avrà bisogno di reclutare una squadra. |                                        |          |            |
| 05 | "All That Glitters" | "Non è tutto oro ciò che luccica"      | 10/05/08 | 105        |
| 05 | Ben, Gwen, Kevin cercano localizzare altri Risolutori per assoldare nuovi membri nella squadra ed il primo nome sulla loro lista e quello Mike Morgnistar . Mentre Ben e Gwen gli danno velocemente fiducia , Kevin rimane sospettoso (in parte perché crede che a Gwen piaccia Morgnistar) , soprattutto dopo essere stati attaccati da un gruppo di studentesse possedute alla centrale elettrica locale , fermate da Cromoraggio . I sospetti di Kevin si rivelano corretti, poiché è proprio Mike a rendere zombi le ragazze, portandogli via la loro forza vitale e poi istruendole nel ricercare più potere per luì. Quando fa la stessa cosa a Gwen, Ben , sotto di Pinnajet, prova a salvare la cugina ma viene colpito da una pistola laser e Mike diviene quasi inarrestabile. Tuttavia, Gwen riesce a contrattaccare assorbendo i poteri di Mike, lasciandolo prosciugato e senza poteri. |                                        |          |            |
| 06 | "Max Out" | "Il sacrificio di Max"                 | 17/05/08 | 107        |
| 06 | Il fratello maggiore di Gwen, Ken è scomparso e Gwen chiede l'aiuto di Ben e Kevin ritrovarlo. Nella loro ricerca , la squadra si imbatte in una base dei Supremi che produce Xenociti: parassiti simili a granchi che trasformano gli esseri umani in Umalieni . Ken è stato infettato da uno degli Xenociti, ma Ben riesce rimuoverlo grazie al suo Omnitrix, che , con sorpersa dello stesso Ben, adesso è in grado di parlare. Con Ken al seguito, il gruppo trova Nonno Max all'interno della base . Max spiega che le uova degli Xenociti stanno per essere spedite in tutto il paese e chiede al gruppo di distruggerle . Mentre cercano di eseguire il compito , Max prova a distruggere la fabbrica mentre è in cerca della macchina che disposita le uova . La squadra da Max e lo trovano impegnato in combattimento dei Supremi. Con un nobile sacrificio, Max toglie le lente ad un Proiettore del Vuoto Totale , trasformandolo in una bomba e distruggendo la base dei Supremi. Con le sue ultime parole Max dice a Ben che da quel momento in poi sta solo a loro proteggere la Terra . Quindi tutto, tranne Ben, Gwen, Kevin e Ken , protetti da una barriera di Gwen, viene raso al suolo dall'esplosione risultate. Alla fine dell'episodio, un gruppo di Umalieni in incognito raccolgono gli Xenociti sopravvissuti dalle rovine della base. |                                        |          |            |
| 07 | "Pier Pressure" | "Appuntamento con Julie"               | 31/05/08 | 106        |
| 07 | Gwen consiglia a Ben di andare alla fiera con Julie. Ben solitamente timido e incapace di prendere l'iniziativa , ascolta Gwen e inviato la ragazza. Ben porta Julie alla fiera locale , ma l'appuntamento viene rovinato quando un Mechamorph Galvanico a forma di cane , che non fa altro che ripetere di parola "Nave" , prende il controllo delle giostre e rapisce Julie . Ben si trasforma in Cervellotico e cerca di combattere la creatura , ma questa fugge . Dopo che Pinnajet riesce a liberare la ragazza é costretto a rivelarle il suo segreto. Julie , tuttavia, trova il fatto molto interessante ed assicura al ragazzo di trovare i suoi poteri unisci . L'alieno , reso inoffensivo, conduce Ben alla sua astronave, dove il suo padrone ferito Baz-L , é intrappolato. Dopo aver liberato Baz-L , l'alieno decide di lasciare il cucciolo , il quale è stato rilasciato direttamente dal corpo di Baz-L, con Ben e Julie decide di occuparsi del cucciolo, chiamandolo Nave . Sulla lunga strada verso casa , fatta a piedi dopo che l'Omnitrix si era scaricato, Nave corre dietro ad un tir che passa accanto a loro. Dopo la scomparsa di Nave, Ben e Julie tornano verso casa mano nella mano. |                                        |          |            |
| 08 | "What Are Little Girls Made Of?" | "Nonna Verdona"                        | 07/06/08 | 109        |
| 08 | Gwen apprende da dove vengono realmente i suoi poteri quando incontra la sua nonna aliena, Verdona , Verdona sì offre di portare Gwen al suo pianeta natale , dove potrebbe imparare controllare pienamente i suoi poteri . Quando Gwen , dopo averci riflettuto, si rifiuta , Verdona decide di distruggere il corpo di Gwen per rilasciare l'essere di energia posto al suo interno . Dopo una breve battaglia in cui Ben nelle sembianze di Scimparagno, e Kevin vengono facilmente sconfitti , Gwen dice a Verdona di voler fermamente rimanere sulla Terra di voler conservare le sue sembianze di attuali , Verdona accetta la sua decisione e va via , promettendo di venire a trovare Gwen di tanto in tanto. |                                        |          |            |
| 09 | "The Gauntlet" | "Il guanto robotico"                   | 14/06/08 | 110        |
| 09 | Dopo che Ben si ribella a JT e Cash, facendo sembrare nel contempo Cash stupido, i due decidono di distruggere l'auto di Kevin per risanare la loro reputazione . Dopo averla spinta già un pendio, il portabagagli si apre e i due trovano un guanto , in grado di sparare raggio laser , rimasto lì dalla battaglia del gruppo contro un robot avvenuta la notte precedente e vinta grazie all'aiuto di Mutante . Quando Cash indossa, intorno al suo corpo inizia a riformarsi il robot affrontato da Ben gli altri , portando a combattere contro Ben. Ben riesce a sconfiggere Cash grazie a Cromoraggio , mentre JT riesce a convincere Cash dell'influenza del robot su di luì , spronandolo a combatterla , così che il ragazzo riesce a togliersi il guanto JT si riconcilia con Ben e si allontana con Cash. |                                        |          |            |
| 10 | "Paradox" | "L'esperimento"                        | 05/07/08 | 112        |
| 10 | Una creatura scorrazza indisturbata in una città abbandonata , invecchiando qualsiasi cosa che entra in contatto con essa ad una velocità incredibile . Quando Ben, Gwen e Kevin investigano sulla creatura, i tre incontrano Paradosso, uno scienziato degli anni cinquanta che era stato risucchiato nell'orizzonte degli eventi dopo un suo esperimento di viaggio nel tempo. Dislocato dal tempo e dallo spazio, Paradosso é estitono per centomila anni ed in grado di muoversi attraverso il tempo a piacimento . Tuttavia, lo stesso erroe che lo aveva reso immortale aveva anche creato la creatura di cui il gruppo é alla ricerca . Ben capisce che la creatura non si sta comportando come un mostro ma da persona confusa, e chiede a Paradosso di riportali al giorno dell'incidente. Ben impedisce all'assistente di Paradosso , Hungo di rimane coinvolto nell'incidente ponendo fine all'esistenza della creatura, che torna ad esistere come il confuso assistente. Nel presente, Hungo , ora anziano si unisce a Paradosso in un'esplorazione del tempo e dello spazio. |                                        |          |            |
| 11 | "Be-Knighted" | "Essere un cavaliere"                  | 12/07/08 | 108        |
| 11 | Kevin combina per Ben un appuntamento con i Cavalieri Immortali che hanno bisogno d'aiuto per eliminare un drago che hanno tenuto prigioniero nelle segrete del loro castello per mille anni . Eliminare il drago è la vera ragione per cui l'organizzazione esiste. Dopo un tentativo di fallito, in cui il drago sembra provare a comunicare, il gruppo lo rintraccia in un magazzino in cui era tenuta la sua astronave. Ben trasformato , fornisce un traduttore al drago , così da permettergli di parlare. Il drago rivela che era un cartografo prima di essere catturato e che stava solo facendo una cartina della Terra . Furioso per i mille anni di prigionia, il drago si arma per sterminere i Cavalieri Immortali ed ottenere così la sua vendetta. Ben lo convince a lasciare il pianeta pacificando. Nonostante i Cavalieri credano che il loro scopo primario sia andato perduto, la notizia che esista un mondo pieno di draghi raviva la loro promessa , così come il loro bisogno di ottenere vendetta verso coloro che hanno permesso al drago tonare a casa . |                                        |          |            |
| 12 | "Plumbers' Helpers" | "Gli aiutanti dei Risolutori"          | 19/07/08 | 111        |
| 12 | Una coppia di Risolutori impostori , una femmina di Kineceleran chiamata Helen ed un maschio di Tetramand chiamato Manny, rapiscono che il ragazzo sia un alieno. Dopo la sua liberazione, le due parti cercano di appianare le loro divergenze. Dopo aver esaminato uno schedario degli alieni catturati e messi nel Vuoto Totale dai due . Ben crede che alcuni di essi possono essere figli di Risolutori. Per mettere le cose a posto, la coppia entra volontariamente nel Vuoto Totale per liberare coloro che erano stati imprigionati ingiustamente. |                                        |          |            |
| 13 | "X = Ben + 2" | "Alienics"                             | 31/08/08 | 113        |
| 13 | L'imperatore Incusion Milleous pianifica di distruggere la Terra per il rapimento di sua figlia Attea . Durante la sua ricerca , Ben utilizza l'unica forma aliena non testata, Alienics per imparare una diga rotta. Nonostante il compito si riveli molto facile per via dei poteri di alterazione della realtà di Alienics , Ben si ritrova imprigionato in un dialogo con le altre due personalità presenti nell'alieno , che devono dare il loro consenso ad un ogni azione di Alienics , che sarà quindi incapace di muoversi o far tornare Ben alla sua forma umana . Nel frattempo, Kevin e Gwen devono proteggere Ben mentre nel contempo provano a salvare la Terra . Ben stanco del continuo ed infruttuoso dibattito, chiede di essere trasformato in un altro alieno che possa portare a termine il lavoro. Ben riesce a salvare la Terra grazie a fangofiammante , ma, nonostante ammette che sia la forma aliena più potente in cui si sia mai trasformato. Ben decide di non utilizzare mai più Alienics perché il gioco non vale la candela. |                                        |          |            |

### Seconda Stagione: 2008-2009
| Nº st. | Nº tot. | Titolo originale | Titolo italiano                    | Data USA | Cod. Prod. |
| ------ | ------- | --- | ---------------------------------- | -------- | ---------- |
| 01     | 14      | "Darkstar Rising" | "Darkstar: stella oscura"          | 10/10/08 | 201        |
| 01     | 14      | A Ben, Gwen e Kevin viene proibito di combattere la minaccia dei Supremi da Magister Prior Ghihli dei Risolutori, che mette in dubbio il fatto i Supremi siano pericolosi anche solo la metà di quanto i tre ostinino a dichiarare. Tuttavia, tutte e tre le parti si ritrovano loro malgrado a lasciare insieme quando Mike Morgnistar, che ora si fa chiamare Darkstar, cattura tutti tranne Gwen per aumentare i suoi poteri. Con un inaspettato aiuto degli Umalieni , Gwen libera i suoi amici e Mile viene catturato , mentre il comandante sei Supremi e gli Umalieni fuggono . Per sdebitarsi del loro aiuto, Magister Ghighli rende i tre membri della squadra dei Risolutori onorari, così che Ben , Gwen e Kevin possano salvare la Terra legalmente ed aiutare il mondo. |                                    |          |            |
| 02     | 15      | "Alone Together" | "Soli insieme"                     | 17/10/08 | 202        |
| 02     | 15      | Dopo un incidente con un portale di teletrasporto , Ben ed un comandante dei Supremi di nome Reinrassic III vengono trasportati su un pianeta desertico che funge da stazione di scambio per il teleporter. I due sono costretti a lavorare insieme per difendersi dagli attacchi dei numerosi predatori presenti sul pianeta mentre si fanno strada verso la stazione di scambio, con grande dispiacere di Reinrassic . Mentre si fanno strada attraverso il deserto , i due salvano l'un l'altro dal pericolo diverse volte, anche mettendo a rischio la propria vita. Durante un attacco, un braccio di Reinrassic viene tagliato via a Ben riesce a rimetterlo a posto grazie ai poteri rigeneranti di fangofiammante . Dopo aver raggiunto il teleporter, Reinrassic rimane indietro, ritendosi "contaminato" da Ben ed essendo così un rischio per la purezza della sua specie. Gwen dà a Ben un grande abbraccio quando il ragazzo riesce a tornare a casa. |                                    |          |            |
| 03     | 16      | "Good Copy, Bad Copy" | "Buona copia, cattiva copia"       | 24/10/08 | 203        |
| 03     | 16      | Un Galvanico (la razza creatrice dell'Omnitrix e che Ben possedeva con il Materia Grigia) di nome Albedo costruisce un suo Omnitrix ed è costretto a rimanere permanentemente nella forma umana di Ben (poiché è colui che indossa l'Omnitrix, il DNA di Ben e diventato di default dell'Omnitrix, stando a quanto dice Albedo). Ora, poiché condividono il DNA, i due possono trasformarsi nelle stesse forme l'un l'altro. Azmuth si mette sulle tracce degli Omnitrix di Ben ed Albedo quando si attaccano l'un l'altro, danneggiando permanentemente la forma umana di Albedo. Azmuth rimuove la griglia di comando dell'Omnitrix di Albedo, dicendosi tranquillo poiché la forma umana di Albedo è sia una punizione sia una prigione per essersi dimostrato un essere inferiore. Albedo viene teletrasportato in una prigione dei Risolutori, mentre Azmuth rassicura Ben dicendo che il ragazzo sta usando l'Omnitrix per fare del bene, non del male. |                                    |          |            |
| 04     | 17      | "Save The Last Dance" | "Save the last dance"              | 07/11/08 | 204        |
| 04     | 17      | Gwen fa in modo che Kevin dubbia portarla al ballo della scuola della ragazza, costringendo uno spaesato Kevin a cercare consigli da Ben. Tuttavia Ben ha dei problemi con una delle forme aliene: Gelone ha iniziato improvvisamente ad impadronirsi del corpo di Ben ad ogni trasformazione, mangiando senza sosta qualsiasi oggetto di metallo si presenti alla sua vista. Aiutati da Julie, Gwen e Kevin cercano di domare nuovamente Gelone, finché non scoprono che Gelone stava costruendo un nido per le uova che aveva precedentemente disposto. Le uova si schiudono e vengono alla luce decine di Necroffriggian, mentre Kevin prende in giro Ben sul suo essere una "mammina". |                                    |          |            |
| 05     | 18      | "Undercover" | "Sotto copertura"                  | 14/11/08 | 205        |
| 05     | 18      | Kevin, Gwen e Ben distruggono un teleporter sul quale stavano lavorando e hanno bisogno d'aiuto nel ripararlo. Kevin pensa a Cooper, il giovane ragazzo che aveva già aiutato i Tennyson nel passato. Sfortunatamente, Cooper è stato rapito dagli Umalieni. I tre lo rintracciano alla base militare abbandonata dove Paradosso aveva costruito la macchina del tempo. La squadra scopre che i Supremi hanno eretto un campo di mimetizzazione, costruito da Cooper e che copre l'intera area, per nascondere un dispositivo simile ad un arco. I tre liberano Cooper e gli fanno distruggere il generatore del campo di mimetizzazione, ma mentre lo fa il ragazzo ha delle visioni sull'arco ed il suo funzionamento come un portale condurrà sulla Terra una flotta intera di astronavi, causandone la distruzione. Nonostante la distruzione del generatore, i Supremi riescono a ripararlo e continuano la loro operazione senza ostacoli. |                                    |          |            |
| 06     | 19      | "Pet Project" | "Progetto cucciolo"                | 21/11/08 | 206        |
| 06     | 19      | Lo scienziato dei Cavalieri Immortali , il Dr Joseph Chadwick, manda Sir Morton a rapire Nave così che i Cavalieri Immortali possano per avviare la produzione di massa di una flotta di navi spaziali interstellari con le quali attaccare il pianeta natale del drago fuggito presentemente da loro . Aiutati da Julie , che si era persa cura di Nave fino a quel momento. Ben , Gwen e Kevin organizzano un raid nella roccaforte dei Cavalieri Immortali per liberarlo . Nonostante usi un dispositivo di controllo per farsi obbedire Nave . Julie riesce a convincere Nave a resistere. La roccaforte dei Cavalieri Immortali viene smantellata ed il gruppo adesso ha accesso ad una nave spaziale poiché Nave può trasformarsi nel veicolo che i Cavalieri Immortali intendevano produrre in massa. |                                    |          |            |
| 07     | 20      | "Grounded" | "In punizione"                     | 23/11/08 | 207        |
| 07     | 20      | Durante il combattimento contro uno dei Supremi , i genitori di Ben lo sorprendono a trasformarsi in fangofiammante, i due proibiscono a Ben di usare l'Omnitrix, costringendo , Kevin e Gwen a combattere gli Umalieni da soli . Dopo aver cercato di sgattaiolare via nelle sembianze di Eco - Eco , Ben viene messo in punizione e viene costretto a confessare anche il coinvolgimento di Gwen , causando anche una sua punizione e lasciando Kevin da solo , i problemi di Kevin con gli Umalieni alla fine spingono Ben oltre il limite, che si trasforma in Omosauro e scappa da casa sua davanti ai suoi genitori per dare una mano all'amico . Dopo una breve battaglia a bordo di un piccolo cargo che trasporta un raro isotopo che gli Umalieni pianificano di usare, i genitori di Ben accorrono in soccorso del figlio, dicendogli che sono orgogliosi di luì e che sanno perfettamente cosa luì voglia fare. |                                    |          |            |
| 08     | 21      | "Voided" | "Il Dottor Vuoto"                  | 05/12/08 | 208        |
| 08     | 21      | Helen e Manny chiamano Ben in loro aiuto poiché devono affrontare un terribile nemico nel Vuoto Totale: il Dr Vuoto , Ben va nel Vuoto Totale da solo, con Kevin e Gwen dall'altro lato del portale per riportarlo indietro. Una volta dentro, Ben rimane scioccato quando scopre il "Dr Vuoto" é in realtà un suo vecchio nemico il Dr Animus, che ha perso il controllo dei Guardiani del Vuoto Totale e schiavizzato gli abitanti della dimensione parallela. Usando come schiavi , Animus ha costruito una macchina per trivellare attraverso il muro dimensionale, sperando di portare la propria armata sulla Terra. Con l'aiuto di Nonno Max , che Ben scopre non essere morto "il Sacrificio di Max " ma solo trasportato nel Vuoto Totale, e di una piccola armata di ribelli raccolta da lui. Ben riesce a distruggere la trivella con le sembianze di Gelone , il Dr Animus. Gwen apre un portale verso la Terra per Ben , ma Nonno Max non può ancora riunirsi le loro poiché prima deve sistemare le cose nel Vuoto Totale. |                                    |          |            |
| 09     | 22      | "Inside Man" | "Il prigioniero"                   | 12/12/08 | 209        |
| 09     | 22      | La squadra libera un uomo chiamato Tyler, che aveva rubato la Chiave dell'Oscillatore per portale dell'iperspazio dei Supremi . Il ragazzo ha un incidente con il suo tir e, sofferente di perdita di memoria , scappa . Sia gli Umalieni che il gruppo rintracciano il dispositivo , cosa che risulta in una battaglia . La squadra ne risulta vittoriosa, ma i tre ragazzi scoprono che Tyler è in realtà un Umalieno , tuttavia capace di resistere al controllo mentale da parte dello Xenocita . Altri Umalieni arrivano a reclamare la Chiave dell'Oscillatore , catturando inoltre Tyler durante la lotta . Ben decide di salvare Tyler invece di recuperare la Chiave dell'Oscillatore ed usa l'Omnitrix per ridargli la sua forma umana . Mentre gli Umalieni scappano, o quattro ora conoscono il loro piani e si preparano ad agire per contrastarli. |                                    |          |            |
| 10     | 23      | "Birds of a Feather" | "Il principe Simian"               | 24/03/09 | 210        |
| 10     | 23      | Il principe degli Arachnascimpa , Simian ,ha bisogno di aiuto nel recuperare un cristallo che è il simbolo della monarchia sul suo pianeta. Il cristallo è tenuto in una base sulla Luna . Ben offre il suo aiuto, ma Gwen e Kevin sono scettici. Nel mezzo della battaglia , Ben scopre che Simian sta mentendo e che il cristallo è un realtà la fonte di energia di una stazione di comunicazione intergalattica. Rubandola, Simian impedirà alla Terra di chiamare aiuto quando avverrà l'invasione dei Supremi , Ben imbroglia Simian , facendogli rubare, invece del cristallo , un pulisciorecchie appartenente agli Umalieni . Quando Simian scopre il raggiro, ha un incontro molto spiacevole con il Supremo che lo aveva inizialmente reclutato |                                    |          |            |
| 11     | 24      | "Unearthed" | "Cucciola"                         | 25/03/09 | 211        |
| 11     | 24      | Una operazione degli Umalieni all'interno di una minera riporta alla luce una strana nave spaziale , dalla quale esce un grosso alieno, che però è ancora chiaramente un cucciolo. L'alieno vaga in giro per la città collezionato diversi oggetti, attirando alla fine l'attenzione di Ben, Gwen e Kevin . Dopo una breve battaglia, il gruppo realizza che l'alieno é un cucciolo più percepisce Gwen con un'Anodite e segue attentamente ogni sua parola . I ragazzi decidono di riportare Cucciola dai suoi genitori , seguendola quindi fino alla sua nave . Dopo aver sconfitto gli Umalieni, la squadra sveglia i genitori di cucciola che partono dal pianeta dopo che Ben spiega loro che sono stati in criostati cinquant'anni. |                                    |          |            |
| 12     | 25      | "War of the Worlds: Part 1" | "Guerra dei Mondi (prima parte)"   | 27/03/09 | 212        |
| 12     | 25      | Paradosso e Azmuth arrivano sulla Terra per avvertire Ben dell'incombente flotta dei Supremi. Gwen e Kevin chiedono aiuto a tutti gli alleati che si sono fatti durante la serie (Alan, Cooper , Julie e Nave persino al loro arcinemico Darkstar) per contenere la minaccia. Nel frattempo, Azmuth rivela a Ben che l'Omnitrix contiene il DNA di ogni specie senziente della galassia, per un totale di 1.000.903 forme aliene , e sblocca il Comando Principale in modo che Ben possa combattere con successo i Supremi . Ciò include tre dei suoi vecchi alieni, Rotolone, Vomito e Gigante . Con Ben nelle sembianze di Rotolone , la squadra converge sul portale di salto interstellare dei Supremi in un tentativo di impedire che la flotta arrivi sul pianeta, ma l'attacco provoca solo il comando d'attacco da parte del Supremo al comando. Per provare ad impedire l'avanzata della flotta, la squadra, con Ben trasformato in vomito , prova a distruggere il portale , ma la tattica non funziona. Ben si trasforma in Gigante e prova a buttare giù il portale . Stavolta il tentativo sembra funzionare, ma il Supremo in carica arriva, preventivamente il portale , che si attiva e mette tappeto Gigante. La squadra capisce che devono arrivare al capitano della flotta, sul pianeta dei Supremi, per fermare l'invasione . |                                    |          |            |
| 13     | 26      | "War of the Worlds: Part 2" | "Guerra dei Mondi (seconda parte)" | 27/03/09 | 213        |
| 13     | 26      | Ben, Gwen e Kevin si dirigono velocemente verso il capitano della flotta. Il comandante dei Supremi, e la squadra combattono , con Gwen che per la prima volta rivela la sua forma completa di Anodite. Il trio viene quindi circondato da un numero infinito di Umalieni, ma viene salvato Nonno Max , Pierce, Helen e Manny ed i Guardiani del Vuoto Totale , che hanno riguadagnato del Vuoto Totale . Ben, Gwen, Kevin , Azmuth e Nave , trasformato in un'astronave, sì dirigono verso il pianeta natale dei Supremi per confrontarsi con loro con Ben nelle sembianze di Cervellotico , che perde il controllo di Nave . Il Supremo dei Supremi si rifiuta di richiamare la propria flotta ed Azmuth rivela l'occasione dei Supremi per la purezza genetica della loro specie, che però aveva presto accoppiamenti tra consanguinei e quindi alla sterilità e alla malattie , i Supremi intendono ripulire la galassia di tutte le forme di vita come . Usando l'Omnitrix, Ben scaglia un'onda di energia che riprogramma il DNA di ogni Supremo della Galassia, fondendo il loro DNA con altri casuali dell'Omnitrix per poter riparare il danno genetico. Reinrassic II ritorna per convincere la propria razza che impurezza della specie è preferibile all'estinzione e viene nominato Supremo dei Supremi, guadagnato, così l'autorità per richiamare la flotta . Max decide di prendere con sé gli alleati di Ben (tutti tranne Darkstar che aveva approfittato del momento per scappare) e di allinearli . Come effetto collaterale della riprogrammazione del danno genetico dei Supremi, Ben scopre che il Controllo Principale è stato resettato, lasciandolo con alcuni nuovi alieni in aggiunta ai suoi dieci originali. |                                    |          |            |

### Terza Stagione: 2009-2010
| Nº st. | Nº tot. | Titolo originale | Titolo italiano                         | Data USA | Cod. Prod. |
| ------ | ------- | --- | --------------------------------------- | -------- | ---------- |
| 01     | 27      | "Vengeance of Vilgax: Part 1" | "La vendetta di Vilgax (prima parte)"   | 11/09/09 | 301        |
| 01     | 27      | Vilgax fa suo ritorno con nuovo esercito. Sottostando al Codice Galattico di Condotta , l'alieno sfida il più grande campione di ogni mondo che vista ad un combattimento uno contro uno , con in palio il mondo stesso . Ogni volta che Vilgax batte un campione, assorbe anche i suoi poteri ed il decimo ed ultimo a subire questa sorte é Ultimos del Difensori della Galassia . Con la forza di dieci eroi a sua disposizione , Vilgax si dirige verso la Terra e sfida Ben , dandogli ventiquattro ore di tempo per prepararsi. Per avere una possibilità di vittoria, Ben e Kevin provano a sbloccare il Controllo Principale dell'Omnitrix, anche se Azmuth lì aveva chiaramente avvertiti di non farlo, e a luogo andare i due scatenano l'impulso di feedback dell'Omnitrix, che provoca la fuga di Cromoraggio, Gigante, Mutante e Scimparagno e trasforma Kevin in un essere con il corpo segmento, composto da diverse sostanze solide, senza avere la possibilità di tornare alla sua forma umana. |                                         |          |            |
| 02     | 28      | "Vengeance of Vilgax: Part 2" | "La vendetta di Vilgax (seconda parte)" | 11/09/09 | 302        |
| 02     | 28      | I tentativi di Ben di sbloccare l'Omnitrix hanno un sovraccarico, rilasciando le forme base di Cromoraggio, Gigante, Mutante e Scimparagno. Kevin è inoltre intrappolato in una forma mutata di metallo/roccia/legno a causa dell'energia rilasciata Ben, Gwen e Kevin si organizzano per ricatturare le quattro forme perdute , sottostando agli ordini di Azmuth. Riescono tre delle quattro forme, ma Gigante è troppo lontano per poter essere raggiunto in tempo. Ben va via per combattere contro Vilgax mentre Gwen e Kevin cercano recuperare Gigante . La battaglia va decisamente male per Ben all'inizio, poiché i grandi poteri di Vilgax e la sua vasta gamma di armi sono in grado di sconfiggere tutte le sue forme aliene . Quando Gwen e Kevin tornano Gigante . Ben prova ad usare la forma , ma finisce per trasformarsi in Cromoraggio . Vilgax distrugge Cromoraggio ma i resti dell'alieno si rigenerano, formando una forma aliena già usata in precedenza da Ben : Usando Diamante, Ben sconfigge facilmente impressionante Vilgax . Vilgax viene espulso dalla Terra e non gli viene concesso di tornavi in futuro, ma l'alieno promette di tornare comunque per prendersi la sua rivincita. |                                         |          |            |
| 03     | 29      | "Inferno" | "Il ritorno di Vulkanus"                | 18/09/09 | 303        |
| 03     | 29      | Ben, Gwen e Kevin vengono mandati ad investigare su un attacco di Rinoxontes (un tipo di bestia sotterranea) durante un'operazione petrolifera. Scesi nel sottosuolo, i tre scoprono TrollTalpa, un alieno simile ad una talpa e padrone dei Rinoxontes. TrollTalpa spiega che le creature erano state costrette ad andare in superficie per colpa di Vulkanus, che sta scavando all'interno del nucleo della Terra per piazziare una bomba al suo interno, così da fare alzare la temperatura della Terra e portarla ai livelli di quella del suo pianeta natale. Ben riesce a fermare la bomba prima che questa raggiunta il nucleo, mentre TrollTalpa usa la sua scorta di esplosivi per se sigillare la caverna permanentemente. |                                         |          |            |
| 04     | 30      | "Fool's Gold" | "La sagra del popcorn"                  | 25/09/09 | 304        |
| 04     | 30      | Una specie di Alieni simili a capre arriva sulla Terra per un Popcorn Festival che si tiene a Wolton. Questi Alieni si sfamano di popcorn e producono delle feci fatte di oro massiccio, sulle quali si basa l'economia cittadina A Ben, Gwen e Kevin viene chiesto aiuto da parte di Orb, che ha perso le tracce di un suo caro amico , Decka. Il Sindaco Coleman ha rapito Decka nella speranza di possedere un'inesauribile fonte di oro , ma , quando Il Sindaco cerca di sfamare l'alieno con della carne , quest'ultimo si trasforma in una forma primitiva che si moltiplicherà senza controllo nel caso in cui assorba troppa energia (si dice che la loro specie sia responsabile per la desolazione del pianeta Marte) . Dopo che gli viene detto che questa specie aliena non è in grado di digerire il silicio . Ben sfama Decka con un'armata di Eco - Eco , causando all'alieno riemettere tutto ciò che ha mangiato e facendolo così tornare normale. Decka ed Orb quindi ripartono a bordo delle loro navi , condoglianze Decka che afferma che dirà a tutti cos' è successo e che nessuno tornerà mai sulla Terra (tranne Orb , che a quanto pare tornerebbe). Prima che il Sindaco Coleman venga assicurato alla giustizia, Kevin cosegna a Gwen un ciondolo con una foto di loro due prima dell"incidente affinché lei lo ricordi com'era prima. |                                         |          |            |
| 05     | 31      | "Simple" | "Semplice"                              | 09/10/09 | 305        |
| 05     | 31      | Una bambina aliena di nome Probity chiede a Ben aiutarla a risolvere un confitto che sta devastando il suo pianeta da decenni. Mentre Ben prova, senza successo, a far riconciliare le due parti, Kevin si imbatte in Argit, che sta venendo armi ad entrambi gli schieramenti. Kevin costringe Argit a coinvolgementi nel doppio gioco, dando a Gwen un grande dispiacere. Gli sforzi di Ben per riportare la pace si concludono con l'involontaria distruzione da parte sua della statua del più famoso abitante del pianeta, cosa che unisce l'intero pianeta contro di luì (raggiungendo ironicamente il suo obbiettivo in minera indiretta). Kevin, dopo aver sentito le ultime notizie, decide di filarsela con i profitti ricavanti fino a quel momento, ma é costretto a lascia i soldi sul pianeta. Il denaro viene poi trovato da Probity (la quale non era per niente soddisfatta dei tentativi di Ben di fermare la guerra). |                                         |          |            |
| 06     | 32      | "Vreedle, Vreedle" | "Non temere i fratelli Vreedle"         | 16/10/09 | 306        |
| 06     | 32      | Rombo e Ottagono Vreddle vengono assunti per riportare Nave al suo "genitore" Baz-L. Ben e Kevin viaggiano verso il pianeta Coda per contrastare il reclamo di Baz-L nei confronti di Nave mentre Gwen e Julie restino sulla Terra , cercando di trattenere i fratelli Vreddle. Ben convince al Giudice Domostol ad esprimersi in suo favore e i due tornano sulla Terra in tempo per salvare Nave e sconfiggere i fratelli Vreddle. Nonostante la sua riluttanza , Baz-L accetta infine che Nave ora appartenga a Julie. |                                         |          |            |
| 07     | 33      | "Single-Handed" | "Con una sola mano"                     | 23/10/09 | 307        |
| 07     | 33      | Un cacciatore di taglie chiamato Sunder prova a rimuovere l'Omnitrix dal polso di Ben . La sua ascia ad energia reagisce l'Omnitrix, mandando Ben nel Vuoto Totale, ma con la sua mano sinistra anche sulla Terra , connessa tramite una frattura dimensionale. La mano di Ben , agendo di sua spontanea volontà, trova Julie, che la porta da Gwen e Kevin. Mentre Kevin lavora per riunire Ben e la sua mano . Julie e Gwen si occupano di Sunder . Usano quindi la mano contrastare Sunder mentre Kevin costruisce un dispositivo per riportare Ben sulla Terra mentre la sua mano viene spedita nel Vuoto Totale. Usando l'ascia di Sunder combinata al suo dispositivo, Kevin rimette a posto Ben e Sunder viene spedito nel Vuoto Totale. |                                         |          |            |
| 08     | 34      | "If All Else Fails" | "Se tutto il resto non funziona"        | 06/11/09 | 308        |
| 08     | 34      | Un terremoto sveglia un ufficiale dei Supremi , che era stato messo in cristasti e teoricamente si sarebbe dovuto risvegliare solo nell'eventualità in cui i Supremi avessero per la guerra. Seguendo gli ordini assegnatigli, l'alieno attiva un'arma pensata come ultima risorsa , per distruggere la Terra . Dei semi con poteri di controllo mentale impossessano di Nonno Max e di altre quattro persone, usandoli come cervello di una bomba vivente che porrà fine a tutte di vita del pianeta. L'ufficiale dei Supremi si rifiuta di crede ai proclami di pace di Ben e non rivela il modo di fermare la catastrofe imminente . Mentre Gwen e Kevin provano a rallentare un po' la bomba , Ben chiede l'aiuto di Reinrassic III nell'invocare la cooperazione dell'ufficiale dei Supremi . Incapaci di fermare il mostro dell'esterno , Ben , Gwen e Kevin penetrano dentro il mostro per distruggerlo dall'interno . I tre riescono a salvare gli umani usati come cervello della bomba, mentre l'ufficiale dei Supremi si sacrifica per eliminare il mostro senza pericoli . |                                         |          |            |
| 09     | 35      | "In Charm's Way" | "L'incantesimo di Incantatrice"         | 13/11/09 | 309        |
| 09     | 35      | Kevin é furioso per la sua incapacità a tornare alla sua forma umana e sfoga la sua frustrazione, dando la colpa di Gwen per la sua incapacità di aiutarlo. Incantatrice, cercando un modo per rubare i poteri di Gwen, ammalia Kevin baciandolo , riuscendo controllare il ragazzo allo scopo di far finire la ragazza intrappola . Nonostante la scoperta ed il ritorno alla normalità di Kevin che si lascia sfuggire del bacio tra lui ed Incantatrice , Gwen, furiosa per quanto appreso decide di recarsi lo stesso nel lungo della intrappola e viene privata dei suoi poteri . Kevin inganna Incantatrice e riesce a farla tornare da Ben e Gwen permettendo a Gwen di investire l'incantesimo e si riappropriarsi dei suoi poteri . Gwen spedisce quindi Incantatrice in un vortice magico. Finita la battaglia , Ben rimprovera Kevin riguardo alle cose dette a Gwen, rivelando, all'amico che la ragazza sta sfruttando ogni momento del suo tempo libero per trovare una cura alla sua condizione, lasciandolo annientato. |                                         |          |            |
| 10     | 36      | "Ghost Town" | "La città fantasma"                     | 20/11/09 | 310        |
| 10     | 36      | Vilgax libera Pelle d'Oca dalla sua prigione, ma quest'ultimo lo tradisce ed inizia a possedere gli abitanti di Vilgaxia , pianeta di Vilgax . Dopo essere stato sconfitto da Pelle d'Oca, Vilgax ritorna sulla Terra per chiedere aiuto a Ben . Quindi Vilgax, Ben, Gwen e Kevin partono per Vilgaxia allo scopo di fermarlo . Ben elabora un piano in cui farà in modo che Pelle d'Oca pensa di possedere il suo corpo , così da reinserire il suo DNA nell'Omnitrix, ma Pelle d'Oca si impossessa realmente di Ben . Proprio quando Pelle d'Oca sta per possedere anche il corpo di Vilgax , quest'ultimo colpisce con una scarica di luce , indebolendo Pelle d'Oca al punto che Ben possa riacquisire il controllo e sopprimere la personalità dell'alieno , salvando così la situazione. |                                         |          |            |
| 11     | 37      | "Trade-Off" | "Lo scambio"                            | 04/12/09 | 311        |
| 11     | 37      | Kevin e Darkstar mettono da parte le loro divergenze per trovare un artefatto alieno, chiamato Dominus Librium, che può guarirli dalle rispettive condizioni. Il piano funziona, rendendoli entrambi essere umani senza poteri . Darkstar decide di tenere l"artefatto. Gwen scopre dell'alleanza di Kevin con il loro nemico e va diritta Darkstar chiedere spiegazioni sull'argomento, ma quest'ultimo aveva organizzato tutto proprio affinché Gwen si recasse da luì . Usa quindi il Dominus Librium per i suoi poteri , quindi anche quelli quando luì e Kevin si recano da lui alla ricerca della ragazza. Kevin, nonostante sia senza poteri , riesce ad afferrare il Dominus Librium , facendolo poi a pezzi riescendo quindi a restituire i poteri a tutti , ma riportando se stesso e Darkstar alle loro forme mutate. Darkstar fugge, promettendo di vendicarsi. |                                         |          |            |
| 12     | 38      | "Busy Box" | "Una scatola misteriosa"                | 11/12/09 | 312        |
| 12     | 38      | Ben, Gwen e Kevin trovano una curiosa scatola aliena , chiamata Distruttore Najiano, che può duplicare roboticamente qualsiasi cosa entri in contatto con essa. La scatola copia di poteri di Ben, Gwen e Kevin durante i loro tentativi di distruggerla . Intanto i Fratelli Vreddle tornano sulla Terra e reclamano per loro il Distruttore . Poiché la scatola ha già copiato i poteri della squadra e vede i tre come dei nemici, i Fratelli Vreeddle riescono a fuggire facilmente. Tuttavia questi ultimi tornano in un battibaleno, poiché il Distruttore è diventato incontrollabile e molto più distruttivo. I due cercano di lasciare la Terra , ma la scatola fa esplodere la loro nave durante la fuga uccidendoli. Dopo una lunga battaglia, il gruppo riesce a rimuovere la fonte di energia del Distruttore . Poco dopo la sua neutralizzazione, un alieno giunge sulla Terra e reclamarlo , spiegando che si tratta semplicemente di un giocattolo extradimesionale per bambini. |                                         |          |            |
| 13     | 39      | "Con of Rath" | "L'offerta di pace"                     | 08/01/10 | 313        |
| 13     | 39      | Zaw-Veenull, un Ambasciatore Luoadan chiede a Ben di consegnare il loro principe ereditario, Tiffin a Jarret, così da preservare la pace tra le due specie dei Luoadan dei Pantaphage . Poco dopo l'inizio del loro viaggio nello spazio , l'Omnitrix inizia a funzionare male e trasforma Ben in un Appoplexian chiamato Tigre che sembra voler combattere contro qualsiasi cosa respiri. La cosa peggiore è che Tigre pare non potresi ritrasformarsi in Ben . Tigre continua per tutta la galassia a sfidare in combattimenti chiunque incroci il cammino della squadra e le cose non sembrano andare nel migliore al pianeta natale dei Pantaphage per una missione di pace . Durante il loro cammino, la squadra incrocia nemici già affrontati in passati (gli Incursions, Vulkanus, i Fratelli Vreeddle, cloni degli originali e Argit). Quando finalmente giungono a destinazione scoprono che Tiffin e stato invitato il per essere sacrificato a Jarret, libera, ma Ben salta nella bocca di Jarret , libera Tiffin ed intima a Jarret di non attaccare mai più i Leoadans. Dopo aveva riportato Tiffin a casa , Kevin rivela che era proprio del malfunzionamento nell'Omnitrix l'episodio termina con Ben ritrasformarsi in Tigre , in procinto di dare una lezione a Kevin. |                                         |          |            |
| 14     | 40      | "Primus" | "Primus"                                | 15/01/10 | 314        |
| 14     | 40      | Durante una battaglia con un altro robot Techadon (lo stesso tipo di il guanto robotico). Ben, Gwen e Kevin vengono inaspettatamente trasportarti dall'Omnitrix su un pianeta alieno di nome Primus . I tre presto scoprono che Primus è in realtà un pianeta creato da Azmuth che contiene tutti i campioni di DNA di ogni forma di vita della galassia e che l'Omnitrix funziona semplicemente come un dispositivo wireless, attivando a distanza il campione di DNA richiesto, e che sarebbe completamente inutile qualora il pianeta Primus dovesse essere distrutto . Il gruppo apprende che Vilgax si trova sul pianeta per fermare l'Omnitrix dalla sua fonte e che il programma di sicurezza dell'Omnitrix li ha teletrasportati lì per difendere il pianeta . Azmuth prova a fermare Vilgax ma viene sconfitto, mentre Ben viene catturato insieme a Kevin e Gwen , Ben si offre di insegnare tutti i segreti dell'Omnitrix se lascia andare Gwen e Kevin . Quindi trasforma Vilgax in Mutante , spegne il suo dispositivo di gravità artificiale e rimuove l'Omnitrix dal suo corpo immobile. Ben quindi usa Rotolone e Gigante per spedire Vilgax lontano dal pianeta Azmuth "ringrazia" Ben lasciandogli tenere l'Omnitrix. |                                         |          |            |
| 15     | 41      | "Time Heals" | "Il tempo guarisce tutte le ferite"     | 22/01/10 | 315        |
| 15     | 41      | Gwen ruba un libero dello Stregone che le permette di tornare indietro nel tempo, così da poter evitare che l'Omnitrix si sovracracchi come successo nei due episodi "la vendetta di Vilgax" ed impedire che Kevin si trasformi. Paradosso interviene un attimo prima che l'incantesimo sia attivato , avvertendo Gwen che le conseguenze del "giocare" con il tempo sono molto severe . Gwen attiva comunque l'incantesimo e convince il suo io del passato a fermare Ben e Kevin e a non fargli avviare la macchina colpevole del sovraccarico dell'Omnitrix. Il suo piano ha successo e Gwen ritorna al presente , dove trova un gruppo di umani tenuti in ostaggi dai tirapiedi di Incantatrice. La ragazza cerca di sconfiggerli tutti, ma la differenza di numero è troppo e la ragazza imbatte in Paradosso . Il professore piega a Gwen che Kevin non era stato grado di aiutare a combattere le forze dello Stregone e di Incantatrice poiché non aveva le capacità della sua forma alterata e che era stato trasformato in un tirapiedi. La ragazza uccisa da Incantatrice. Gwen irrompe nel palazzo dello Stregone e trova Ben ferito. Ben cerca di prendere tempo per dare a Gwen la possibilità di attivare nuovamente l'incantesimo. Questa volta la ragazza convince entrambi i suoi io passati (quello della prima attivazione dell'Incantesimo e quello presente al momento del sovraccarico dell'Omnitrix) di non salvare Kevin e cancella la memoria della Gwen appartiene a quel periodo temporale . Le due Gwen viaggiatrici del tempo tornano a casa e quella del presente porta Ben e Kevin , ancora nella sua forma alterata, da Mr. Smmothy. Mentre si recano lì, incrociano nuovamente Paradosso che dice che va tutto bene. |                                         |          |            |
| 16     | 42      | "Secret of Chromastone" | "Il segreto di Cromoraggio"             | 29/01/10 | 316        |
| 16     | 42      | Tetrax torna sulla Terra per fare visita a Ben , ma quest'ultimo viene colto alla sprovvista quando Tetrax, i modi tutt'altro che gentili, gli chiede di consegnargli Cromoraggio . Tetrax prova trasformare Ben in Cromoraggio, ma appare Diamante. Ben non ha la possibilità di spiegare cosa è successo a Cromoraggio perché Tetrax lo attacca continuando a chiedere a Cromoraggio . Tetrax fa a pezzi Diamante, rivelando Cromoraggio al suo interno che quindi fugge su Petropia. Tetrax presto spiega il perché abbia tanto bisogno di Cromoraggio Dice infatti a Ben, Gwen e Kevin che Cromoraggio è l'unico a poter salvare Petropia , suo pianeta natale, grazie ad un particolare cristallo. La situazione di Ben peggiora quando appare Vilgax, che rivela di essere alla ricerca del cristallo, originariamente suo. Ben , Gwen, Kevin e Tetrax combattono Vilgax finché Kevin non rivela accidentalmente al nemico cosa sia succedendo. Quindi Vilgax fugge anch'egli su Petropia , mentre Ben , Tetrax, Gwen e Kevin salgono sulla nave di Tetrax e volano verso Petropia . Vilgax arriva su Petropia ed inizia a combattere con Cromoraggio. Ben, Gwen, Kevin e Tetrax raggiungono il nemico e proteggono Cromoraggio, ma Tetrax afferra il cristallo dell'alieno e fugge verso il suo pianeta. Ben con un nuovo cristallo conferitogli da Cromoraggio, si trasforma in Diamante e si arrampica sulla sommità di Petropia per continuare a riportare in vita il pianeta. Dopo aver salvato tutti gli abitanti del pianeta. Cromoraggio, che rivela di chiamarsi in realtà Suglite, decide di voler continuare a stare su Petropia per esserne il protettore, ma decide di lasciare un campione del suo DNA nell'Omnitrix, ridando così a Ben la forma aliena persa in "La vendetta di Vilgax" . Tetrax riporta Ben, Gwen e Kevin sulla Terra , mentre e stato contagiato dal raffreddore di Ben . |                                         |          |            |
| 17     | 43      | "Above and Beyond" | "Ben fuori controllo"                   | 12/03/10 | 317        |
| 17     | 43      | Gli aiutanti dei Risolutori vengono chiamati in aiuto da Nonno Max affinché lo aiutino a liberarsi da una stazione spaziale abbandonata, nella quale, incredibilmente, sta subendo un attacco da parte di Ben. La squadra, formata da Helen, Manny, Pierce ed Alan, si dirige quindi sulla navetta, dove trovano un messaggio di Nonno Max che li sprona a lavorare insieme se vogliono avere qualche possibilità di battere Ben. Dopo che i componenti della squadra, ognuno deciso ad agire di testa propria ed eccezione di Pierce, vengono battuti singolarmente da Ben, i quattro capiscono che le parole di Max avevano un senso e che devono cooperare per salvare il loro mentore. Una volta battuto Ben, trasformato in Omosauro, essendo riusciti a scaraventadolo nello spazio aperto, i quattro sono costretti a fare i conti con la destabilizzazione della stazione spaziale, che sta precipitano sulla Terra senza controllo. I quattro, non potendo fare niente per evitare ciò, decidono di farla saltare in aria per salvare il mondo, a costo del sacrificio delle loro vite. Avviano la sequenza di autodistruzione ma, proprio quando tutti sono rassegnati alla fine, Nonno Max raggiunge i suoi allievi, dicendo loro che tutta la vicenda era solo una messa scena. Una volta ristabilizzata la nave, Max loda i suoi allievi per essere riusciti ad agire come una squadra nel combattere Ben e per aver successivamente preso una decisione per il bene comune piuttosto che per salvare le loro vite, annunciando loro che li manderà all'accademia dei Risolutori per farli diventare dei veri Risolutori. |                                         |          |            |
| 18     | 44      | "Vendetta" | "Vendetta"                              | 19/03/10 | 318        |
| 18     | 44      | Un criminale assassino di nome Ragnarok riesce fuggire dal Vuoto Totale ed incomincia una ricerca per trovare una misteriosa chiave . Nel frattempo, sulla Terra , Kevin torna a casa e la completamente a soqquadro , cosa che costringe sua madre a dirgli la verità riguardo a Ragnarok. Kevin chiede a Ben e Gwen se sappiamo qualcosa di Ragnarok, ma, ricevuta risposta negativa, intima loro di starne fuori. I due preoccupati, chiedono a Nonno Max cosa sappia del fuggitivo. Max confessa di avere avuto un partner chiamato Devin, che aveva sacrificato la sua vita per fermare Ragnarok diversi anni prima . Il nome completo del partner di Max non era altri che Devin Levin , il padre di Kevin (che infatti nel feedback mostra di avere gli stessi poteri di Kevin). Ben e Gwen rintracciano grazie al suo distintivo da Risolutore e, combattendo insieme , i tre costringono Ragnarok alla fuga. Gwen aiuta Kevin a trovare la chiave, che era stata mimetizzata sotto forma di cornice di una foto di Kevin e suo padre, ma Ragnarok riesce a rubarla e poi a teletrasportarsi sulla sua nave . Ben, Gwen e Kevin seguendo la traccia energetica lasciata da Ragnarok, riescono a teletrasportarsi anch'essi tramite lo stesso segnale , ma, prima che riescano a trovare Ragnarok , Kevin inganna Ben e Gwen e lì infila in una navetta d'emergenza per farli tornare sulla Terra . Senza i suoi amici, Kevin può finalmente vendicarsi dell'assassino di suo padre senza interferenze. Luì e Ragnarok iniziano quindi una dura lotta, ma Kevin riesce a fare in modo che il vortice che Ragnarok aveva creato, tramite l'ausilio della sua stessa nave , per distruggere la Terra si destabilizzi, facendo collassare l'intera nave . Ragnarok prega Kevin di salvarlo, dicendo che suo padre lo avrebbe fatto. Nonostante la disperazione del criminale , Kevin si limita a riprendere la sua chiave e lo lascia deliberatamente risucchiare dal vortice. Quando Ben e Gwen chiedono quale sia stata la sorte di Ragnarok nell'esplosione del.      |                                         |          |            |
| 19     | 45      | "The Final Battle: Part 1" | "La battaglia finale (prima parte) "    | 26/03/10 | 319        |
| 19     | 45      | Albedo ruba al suo ex mentore Azmuth l'Ultimatrix, una nuova versione dell'Omnitrix molto più potente della precedente . Lo scopo di ciò era riuscire a ritornare al suo aspetto originario di Galvanico, ma l'alieno scopre che l'Ultimatrix , non essendo ancora pienamente sviluppato, ha tra le forme aliene impostate le stesse dell'Omnitrix di Ben Tennyson, senza possibilità di uccidere alle altre. Per risolvere il problema. Albedo decide di andare a prendere l'Omnitrix da Ben , potendo vantare un alleato molto potente: Vilgax. La Chimera Sui Generis convince infatti Albedo ad allearsi con lui dicendo di non avere più alcuna pretesa sull'Omnitrix e di volere solo conquistare la Terra ed uccidere Ben. Intanto nello spazio contro il cacciatore di taglie Kraab, personaggio già visto nell'episodio "I Guerrieri" della serie originale . Ben, Gwen e tornano a casa, ma gli ultimi due vengono rapiti da Albedo, che sfrutta i poteri dell'Ultimatrix per sconfiggerli singolarmente . Quindi Albedo prova a rapire anche Nonno Max , che però riesce a fuggire e ad avvisare Ben , cercando di convincerlo a fare un piano per liberare i due amici , ma Ben fa di testa sua e si reca da Albedo da solo . Ben chiama Albedo, dicendo di sapere che il tutto è una trappola per luì. Albedo esce allo scoperto e i due si trasformano in Ormosauro, ma l'Ultimatrix dispone di un potere nuovo rispetto all' Omnitrix : alcuni alieni (Gelone, Eco - Eco, Omosauro, Rotolone, Scimparagno e Fangofiammante) dispongono di una versione "Ultra" , ma definitiva, molto più potente dell'Originale. Grazie questo potere, Albedo sconfigge facilmente Ben . Vilgax mette Ben di fronte ad una scelta deve consegnargli l'Omnitrix se vuole che i suoi amici restino ancora vivi . Ben non esita è quindi costretto a consegnare l'Omnitrix alla sua nemesi. |                                         |          |            |
| 20     | 46      | "The Final Battle: Part 2" | "La battaglia finale (seconda parte)"   | 26/03/10 | 320        |
| 20     | 46      | Nonno Max arriva a liberare Ben, Gwen e Kevin. I quattro riescono a fuggire e Albedo chiede a Vilgax di rispettare i patti e di consegnargli l'Omnitrix. Vilgax però tradisce Albedo e dice che l'Omnitrix lo terrà lui per il suo esercito composto di ricettori di tracce DNA . Quando Vilgax imposta l'Omnitrix su Omosauro , infatti, ogni componente del suo esercito si trasforma in una copia del Vaxasauriano. L'esercito di Vilgax, ora composto da centinaia e centinaia di Omosauro, attaccano quindi Albedo che viene catturato. I Tennyson e Kevin assistono alla scena e Ben fugge in una foresta, vittima di una grande crisi interiore. A nulla valgono i tentativi di Gwen di fargli capire che è luì il vero eroe e non l'Omnitrix. Ben invoca quindi l'aiuto di Azmuth , che gli ricorda che il destinatario prescelto per l'Omnitrix era suo nonno e non luì, ma che Ben ha fatto grandi cose con l'Omnitrix, come aveva Nonno Max stesso . Azmuth incroggia Ben a risolvere la situazione che, rinfrancato, torna dai suoi amici e dice di avere un piano. Gwen trasporta i quattro sulla nave di Vilgax . Ben con il comando vocale innesca l'autodistruzione dell'Omnitrix che esplode dopo trenta secondi , privando Vilgax del dispositivo e rendendolo completamente inerte l'intero esercito di Vilgax. Inoltre come conseguenza della distruzione dell'Omnitrix , Kevin torna umano , segno che era l'Omnitrix ad Interferire con il suo DNA . Vilgax, furioso , imposta la sua nave affinché entri in rotta di collisione con Bellwood. Quindi, si scaglia contro i quattro. Gwen, Max e Kevin intrattengono Vilgax , mentre Ben propone ad Albedo di liberarlo in cambio dell'Ultimatrix. Albedo rifiuta e Ben usa il comando vocale per impostare l'autodistruzione anche dell'Ultimatrix. Albedo impaurito decide di consegnare l'Ultimatrix a Ben , che disattiva l'autodistruzione e si scaglia contro Vilgax nei panni di Fangofiammante, ma si trova in serie difficoltà e quindi si trasforma in Ultra Fangofiammante. Lui e Kevin rim. |                                         |          |            |

## Film TV
| Titolo originale      | Titolo italiano       | Data USA | Data ITA | Cod. Prod. | Riassunto |
| --------------------- | --------------------- | -------- | -------- | ---------- | --- |
| "Ben 10: Alien Swarm" | "Ben 10: Alien Swarm" | 25/11/09 | 27/11/09 | M01        | Film dal vivo basato sulla serie animata. Ben, Gwen e Kevin investigano, aiutati da Nonno Max e dalla misteriosa Elena, amica d'infanzia di Ben, su strani microchip alieni in grado di controllare le persone e la cui regina, se i chip non verranno fermati, riuscirà in breve a dominare completamente il mondo. In questo film sono state ricreate in computer grafica tre delle forme aliene di Ben, nell'ordine Gelone, Omosauro e una nuova forma aliena assorbita nel corso del film, Nanomech. |

## DVD
In Italia sono stati commercializzati tutti i DVD della 1ª e della 2ª stagione di Forza Aliena.
|                                                                        |                                         |   |            |                                            |  |  |
| Ben 10: Alien Force: Season One, Volume One (pubblicato come Vol. 1)   | Versione Standard (Full Screen: 1.33:1) | 5 | 110 minuti | USA: 21 ottobre 2008 AUS: 3 dicembre 2008  |  |  |
| Ben 10: Alien Force: Season One, Volume Two (pubblicato come Vol. 2)   | Versione Standard (Full Screen: 1.33:1) | 4 | 88 minuti  | USA: 13 gennaio 2009 AUS: 3 marzo 2009     |  |  |
| Ben 10: Alien Force: Season One, Volume Three (pubblicato come Vol. 3) | Versione Standard (Full Screen: 1.33:1) | 4 | 88 minuti  | USA: 7 aprile 2009 AUS: 6 maggio 2009      |  |  |
| Ben 10: Alien Force: Season Two, Volume One (pubblicato come Vol. 4)   | Versione Widescreen (Letterbox: 1.69:1) | 5 | 113 minuti | USA: 1º settembre 2009 AUS: 5 agosto 2009  |  |  |
| Ben 10: Alien Force: Season Two, Volume Two (pubblicato come Vol. 5)   | Versione Widescreen (Letterbox: 1.69:1) | 4 | 90 minuti  | USA: 17 novembre 2009 AUS: 3 novembre 2009 |  |  |
| Ben 10 Alien Force: Season Two, Volume Three (pubblicato come Vol. 6)  | Versione Widescreen (Letterbox: 1.69:1) | 4 | 90 minuti  | USA: 30 marzo 2010 AUS: 10 febbraio 2010   |  |  |